# Irrésistible (série télévisée)
Pour les articles homonymes, voir Irrésistible.
Irrésistible est une mini-série télévisée française créée par Clémence Madeleine-Perdrillat, réalisée par Antony Cordier et Laure de Butler, et mise en ligne le 20 septembre 2023 sur Disney+.
Cette comédie romantique est une production de Jour Premier Production pour Disney+.

## Synopsis
C’est l’histoire d’Adèle, créatrice de podcast, qui rencontre Arthur, mathématicien spécialisé dans les théories de l’amour. Leur coup de foudre mutuel se transforme en crise d’angoisse (syndrome de stress post-traumatique ) pour Adèle, qui doit réapprendre à aimer après une dernière histoire terminée dans la douleur. Entre attraction et prudence, entourés de leurs amis, ex et collègues, leur histoire ne fait que commencer…

## Distribution
- Camélia Jordana : Adèle
- Théo Navarro-Mussy : Arthur
- Corentin Fila : Trésor
- Simon Ehrlacher : Laurent Santella
- Salomé Dewaels : Joséphine
- Zoé Schellenberg : Solène
- Alicia Hava : Inès
- Zinedine Soualem : Amine
- Marion Séclin : Dina
- Jean Chevalier : Jonathan
- Estelle Meyer : Louise
- Jean-Baptiste Lafarge : Le chargé de com de Bumble

## Production

### Genèse et développement
La série est l'une des six nouvelles productions françaises de Disney+ prévue en 2023,. La plateforme a pour objectif de proposer « davantage de créations originales françaises ».
Elle est créée et écrite par Clémence Madeleine-Perdrillat,,,,,.
La réalisation est assurée par Antony Cordier pour les trois premiers épisodes et par Laure de Butler pour les trois épisodes suivants,.

### Attribution des rôles
Il s'agit de la première série où la chanteuse et actrice Camélia Jordana interprète le rôle principal,.

### Tournage
Le tournage de la série a lieu à Paris à partir du 16 janvier 2023,,,.
Clémence Madeleine-Perdrillat a choisi de placer l'action au cœur d'« un Paris réaliste et authentique, loin des clichés touristiques » : la série est en partie tournée « dans des quartiers rarement filmés », à savoir les 19e et 20e arrondissements,,,,,,,.

### Fiche technique
- Titre français : Irrésistible
- Genre : Comédie romantique[1],[2],[4],[8],[7]
- Production : Arnaud de Crémiers[1]
- Sociétés de production : Jour Premier Production[1]
- Réalisation : Antony Cordier (épisodes 1 à 3) et Laure de Butler (épisodes 4 à 6)[1],[7]
- Scénario : Clémence Madeleine-Perdrillat[1],[3],[4],[6]
- Musique : Yuksek
- Décors : Jean-Marc Tran Tan Ba
- Costumes : Pierre Canitrot
- Photographie : Nicolas Gaurin (épisodes 1 à 3) et Benjamin Louet (épisodes 4 à 6)
- Son : Olivier Mauvezin (épisodes 1 à 3) et Sophie Lipmann (épisodes 4 à 6)
- Montage : Camille Toubkis (épisodes 1, 3, 5) et Céline Cloarec (épisodes 2, 4, 6)
- Maquillage : Julia Le Floch
- Pays de production :  France
- Langue originale : français
- Format : couleur
- Nombre de saisons : 1
- Nombre d'épisodes[2],[4],[7] : 6
- Durée : 30 minutes[2],[4],[7]
- Date de première diffusion : 20 septembre 2023 sur Disney+[10]